# Sentinel-2

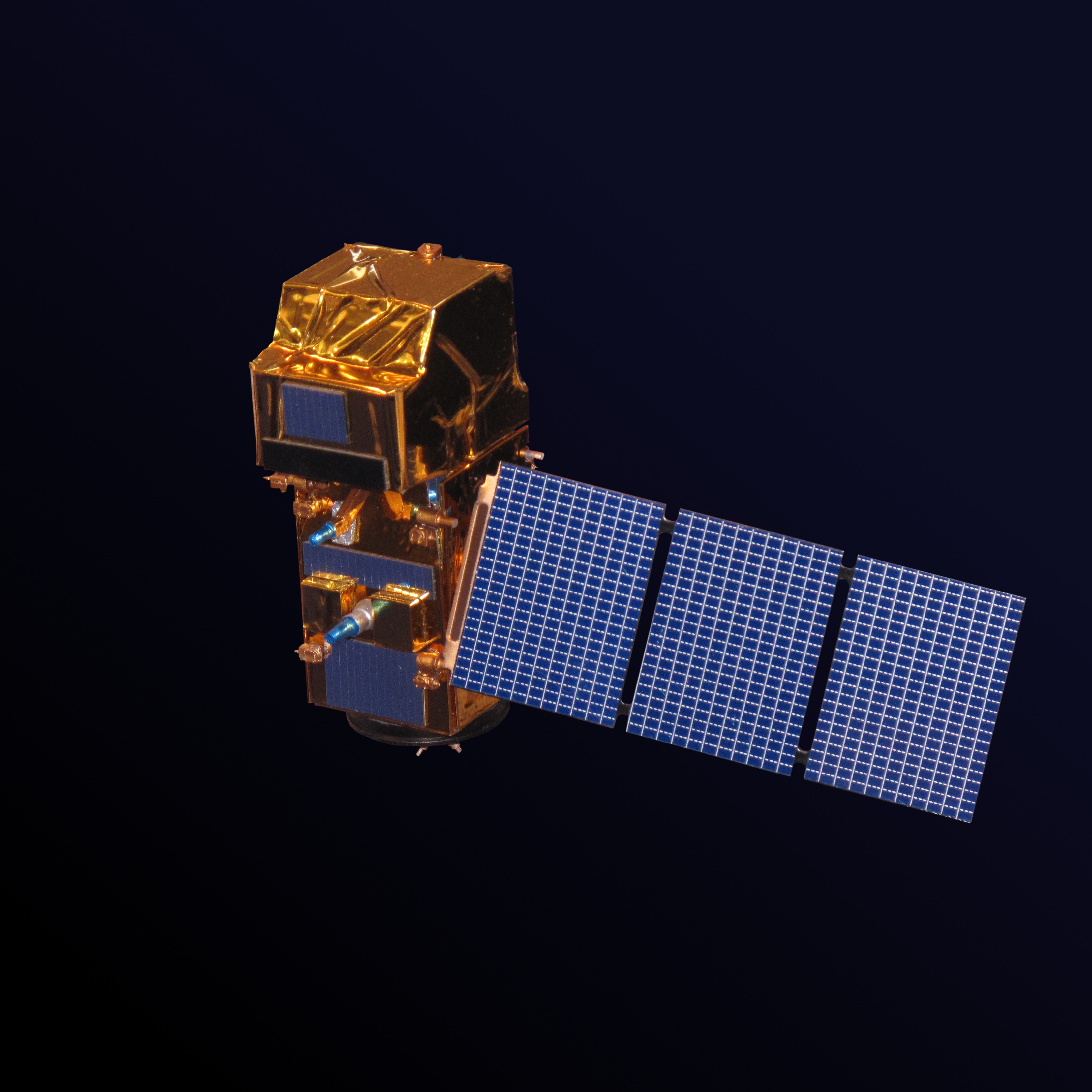
Model del Sentinel 2

Sentinel-2 és una missió d'observació terrestre desenvolupada per l'ESA en el marc del programa Copernicus de la Commissió Europea. Sentinel-2 proporciona continuïtat als serveis que depenen de les observacions òptiques multiespectrals d'alta resolució de les superfícies terrestres a una escala global. La missió Sentinel-2 oferirà dades per a serveis com ara la vigilància dels boscos, el monitoratge de cultius agrícoles o la gestió de desastres naturals.
La missió Sentinel-2 ofereix una combinació sense precedents de les següents característiques tècniques:
- Informació multiespectral amb 13 bandes del canal visible, infraroig proper i infraroig d'ona curta de l'espectre;
- Cobertura global sistemàtica de la superfície terrestre : de 56°Sud a 84°Nord, aigües costaneres i tot el mar Mediterrània;
- Alta revisitat: cada 5 dies a l'ecuador sota les mateixes condicions de visió;
- Alta resolució espacial: 10m, 20m i 60m;
- Ampli camp de visió: 290 km.

La freqüent revisita i l'alta disponibilitat de la missió requereixen la presència de dos satèl·lits Sentinel-2 idèntics operant simultàniament. L'òrbita és síncrona amb el Sol a 786 km d'altitud (14+3/10 revolucions per dia) amb un node de descens a les 10:30 a.m. hora solar local. L'hora solar local fou seleccionada com el millor compromís entre una presència de núvols mínima i una màxima il·luminació. L'hora solar local és propera a l'hora local de les missions Landsat i SPOT, permetent una òptima combinació de les dates per a reconstruir sèries temporals històriques d'imatges (per exemple per a estudiar l'evolució dels glaciars). Els dos satèl·lits funcionen en costats oposats de l'òrbita. El llançament de la primera unitat (Sentinel-2A) tingué lloc el 23 de juny del 2015, la segona unitat (Sentinel-2B) fou llançada el 7 de Març del 2017; i la tercera unitat (Sentinel-2C) el 5 de Setembre del 2024.

## Característiques principals de la missió
- Tipus: Observació terrestre
- Data de llançament: 23 juny 2015
- Massa de llançament: ~1180 kg
- Vehicle llançador: Vega i Rockot
- Lloc de llançament: Kourou, Guaiana Francesa o Plesetsk/Rússia
- Òrbita: Síncrona solar
- Altitud: 786 km
- Cicle orbital: ~100 minuts
- Cicle de repetició: 5 dies amb 2 satèl·lits
- Vida útil esperada: 7,25 anys. Els satèl·lits porten consumibles addicionals per facilitar l'ampliació de la missió d'almenys 12 anys.

## Instruments
Les naus Sentinel 2 transporten un sol instrument multiespectral (multi-spectral instrument o MSI) amb 13 canals espectrals en el visible/infraroig proper en VNIR i infraroig d'ona curta en rang SWIR. La resolució espacial varia entre 10, 20, i 60 i té un ample de visió de 290 km.

## Aplicacions
- Monitoratge de desastres naturals (les inundacions i els incendis forestals, enfonsaments i esllavissades de terra)
- Cobertura terrestre dels estats europeus
- Monitoratge de boscos
- Gestió de la seguretat alimentària
- Monitoratge de l'aigua i la protecció del sòl
- Cartografia urbana
- Gestió de desastres naturals
- Mapes terrestres per a l'ajuda i el desenvolupament humanitari.